# Paralimna picta
Paralimna picta är en tvåvingeart som beskrevs av Kertesz 1901. Paralimna picta ingår i släktet Paralimna och familjen vattenflugor. Inga underarter finns listade i Catalogue of Life.